# Ken Loach
« Loach » redirige ici. Pour les autres significations, voir Loach (homonymie).
Kenneth Loach dit Ken Loach [kɛn ˈləʊtʃ ], né le 17 juin 1936 à Nuneaton (Warwickshire), est un réalisateur britannique de cinéma et de télévision.
Il ouvre la voie, d'abord à la télévision puis dans les salles, au renouveau des années 1980 et 1990 du cinéma britannique qui a notamment révélé Mike Leigh et Stephen Frears.
Son style naturaliste s'axe sur une étude sans concession de la misère au Royaume-Uni, des tares socio-familiales et du ravage des politiques publiques (Riff-Raff, Raining Stones, Ladybird, Carla's Song, Sweet Sixteen, Moi, Daniel Blake). Il explore également les heures sombres de l'histoire outre-Manche (Secret défense, Land and Freedom, Le Vent se lève, Route Irish). Son œuvre, très militante, laisse entrevoir son engagement à gauche dans les conflits sociaux et la lutte pour le droit des travailleurs ou des immigrés clandestins (Les Dockers de Liverpool, Bread and Roses, The Navigators, It's a Free World!...). Son radicalisme politique, ses sympathies marxistes et ses prises de position publiques ont souvent déclenché la polémique au Royaume-Uni.
En 2006, il reçoit la Palme d'or du 59e Festival de Cannes pour Le vent se lève. En 2016, il obtient de nouveau cette récompense pour Moi, Daniel Blake. Il est l'un des neuf cinéastes doublement palmés avec Francis Ford Coppola, Shōhei Imamura, Emir Kusturica, Bille August, les frères Dardenne, Michael Haneke et Ruben Östlund.
Sur 13 sélections, ses films cumulent sept prix cannois, ce qui en fait l'un des cinéastes les plus récompensés de l'histoire du festival avec, outre les deux palmes, trois Prix du jury (Secret défense, Raining Stones, La Part des anges), un Prix d'interprétation masculine (pour Peter Mullan dans My Name Is Joe) et un Prix du scénario (pour son scénariste attitré Paul Laverty grâce à Sweet Sixteen).

## Biographie
Kenneth Charles Loach est né en 1936. Son père, John, est électricien en usine, ouvrier devenu agent de maîtrise, et sa mère, Vivien (née Hamlin), est issue de la classe moyenne inférieure ; tous deux sont plutôt conservateurs. Ken Loach suit des études de droit au St Peter's College à Oxford. Il y joue notamment dans la troupe comique maintenant bien établie, la Oxford Revue.

### Carrière
Il commence à l'extérieur en tant qu'acteur dans le théâtre de répertoire mais, au début des années 1960, il entre dans le monde de la télévision où il devient réalisateur de trois épisodes de la série Z Cars en 1964. Mais Loach marque son entrée dans le milieu par des docu-dramas, notamment  Cathy Come Home (1966) qui a une forte connotation sociale. Ce téléfilm débute comme d'autres finissent : le bonheur conjugal, la naissance d'enfants... jusqu'à ce que le chômage vienne changer la donne et désagréger la cellule familiale. Vers la fin des années 1960, il commence à diriger des films, et réalise Kes, l'histoire d'un garçon solitaire et de sa crécerelle (une sorte de faucon), inspirée du roman de Barry Hines Une crécerelle pour un valet. Ce film laissera une forte empreinte au Royaume-Uni.
Les années 1970 et 1980 sont marquées par des films qui abordent, avec une approche expérimentale, les thèmes saillants de cette époque. Family Life prend des libertés avec la chronologie et peint la plongée d'une jeune fille dans une schizophrénie, en partie nourrie par un terrible carcan socio-familial. The "Save the Children" Fund Film est une commande de la fondation Save the Children, qui le déteste à tel point qu'elle essaie de faire détruire le négatif. Loach est également sollicité par la chaîne ITV (émission South Bank Show) pour faire A Question of Leadership, un documentaire sur le mouvement syndical qui a émergé lors de la grève des mineurs de plus de 13 semaines. Cependant, le programme n'est pas diffusé par ITV — le réalisateur déclare que ce sont des raisons politiques qui ont guidé cette décision — mais il est finalement diffusé sur Channel 4. Fatherland situe son intrigue dans le Berlin encore divisé par le Mur et permet au metteur en scène de s'internationaliser.
Les années 1990 marquent le triomphe de Loach avec la réalisation d'une série de films populaires à thème social ou historique, acclamés par la critique : Riff-Raff qui traite de la réinsertion et de la sortie de prison, Carla's Song qui narre une histoire d'amour atypique et prend pour toile de fond la réalité politique du Nicaragua, Ladybird qui évoque le sort d'une mère à qui l'on retire la garde des enfants, Land and Freedom qui explore les traumatismes de la Guerre d'Espagne ou encore My Name Is Joe qui prend pour canevas le rapprochement d'un ancien alcoolique et d'une assistante sociale. Pendant cette période, il est trois fois couronné au Festival de Cannes. Il gagne notamment le Prix du jury en 1990 pour Secret défense (Hidden Agenda) et en 1993 pour Raining Stones.
Durant les années 2000, le cinéaste continue d'explorer ses thèmes de prédilection, faisant part de son engagement politique dans diverses problématiques sociales : Bread and Roses dépeint les conditions de travail inacceptables des immigrés aux États-Unis, The Navigators fonde la chronique de la lutte syndicale des cheminots contre la privatisation de British Rail sous le gouvernement de John Major, Just a Kiss relate les difficultés d'un couple appartenant à deux communautés différentes et It's a Free World! dénonce l'exploitation des travailleurs sans papiers après l'ouverture des frontières européennes.
Depuis Carla's Song en 1995, toutes les réalisations de Loach sont scénarisées par Paul Laverty, à l'exception de The Navigators, écrit par Rob Dawber.
Le 28 mai 2006, Ken Loach obtient la Palme d'or du 59e Festival de Cannes pour son film Le Vent se lève (The Wind That Shakes the Barley), une vision controversée de la guerre irlandaise d'indépendance et de la guerre civile irlandaise qui suit au cours des années 1920. Le film est fortement critiqué par une partie des médias britanniques pour sa représentation des forces britanniques d'occupation en Irlande. Certaines de ces critiques ont été formulées par des commentateurs qui n'avaient pas vu le film.
En 2009, Ken Loach réalise Looking For Eric, avec Steve Evets et Eric Cantona. L'histoire est celle d'un postier dépressif qui va se reprendre en main grâce à son idole, le footballeur Cantona, en tournant en dérision les punchlines et autres déclarations fortes de ce dernier.
En 2010, il décide de rendre ses films librement accessibles sur la plate-forme de partage YouTube, mais ils ne sont pas visibles en France pour des raisons de droits d'auteur. La même année, il signe Route Irish qui évoque les ravages de la guerre d'Irak au Royaume-Uni.
En 2012, il reçoit un nouveau Prix du jury cannois pour La Part des anges, un film social sur la découverte du whisky par de jeunes Écossais en travaux d'intérêt général, puis, dans l'intervalle, le Prix Robert-Bresson à la Mostra de Venise et le Prix Lumière pour l'ensemble de son œuvre,.
En 2014, Loach revient au film historique avec Jimmy's Hall, inspiré de James Gralton qui s'oppose au clergé puissant et conservateur dans l'Irlande des années 1930. Le film est sélectionné en compétition pour le 67e Festival de Cannes. C'est le 12e film de Loach à avoir le privilège d'être en compétition. Il pense alors que ce sera son ultime long métrage de fiction, avec une « retraite » uniquement composée de tournages de documentaires. Mais finalement, en 2016, la compétition du Festival de Cannes compte, pour la 13e fois, un Ken Loach. Il s'agit d'une fiction intitulée Moi, Daniel Blake qui évoque le parcours d'un menuisier au chômage en proie aux affres kafkaïennes de l'administration ainsi qu'à la cruauté du système d'attribution des aides sociales au Royaume-Uni. Favorablement accueillie lors de la 69e édition cannoise, l'œuvre vaut au cinéaste sa seconde Palme d'or.
Le 3 juin 2016, un documentaire revenant sur la vie et la carrière de Ken Loach, intitulé Versus : The Life and Films of Ken Loach sort au Royaume-Uni. On y apprend alors qu'il a, dans les années 1990, réalisé une publicité pour McDonald's. Il déclare à ce propos : « ça pèse toujours très lourd sur ma conscience ».
Le 30 septembre 2016, La Méthode Ken Loach, un documentaire interactif qui montre comment le cinéaste met en scène sa vision, est diffusé sur Arte et accessible en accès libre depuis 2020 sur un site dédié.
En 2019, il réalise à nouveau une œuvre de fiction intitulée Sorry We Missed You. Le film est présenté en compétition au Festival de Cannes mais ne remporte aucun prix.
En 2023, il présente toujours à Cannes The Old Oak et déclare qu'il est assez probable que ce sera son dernier film. 

### Vie personnelle et engagements
Ken Loach vit avec sa famille à Bath en Angleterre où il est supporter et actionnaire du club local de football.
Engagé contre les délocalisations, le néolibéralisme, la dérégulation économique et les privatisations, il dit être pour une Union européenne des peuples et non de la mondialisation financière et soutient le « non » au référendum portant sur la Constitution de l'Europe en France où il apporte publiquement son soutien, en mars 2012, à Philippe Poutou pour la campagne présidentielle, après avoir soutenu Olivier Besancenot en 2007 et Arlette Laguiller en 1995.
En décembre 2003, il reçoit un doctorat honoris causa de lettres de l'université de Birmingham (Royaume-Uni). En novembre 2004, il est élu au conseil national du parti d'extrême gauche Respect. L'université d'Oxford lui attribue un titre honorifique de « docteur en loi civile » en juin 2005.
En 2006, il rejoint l'association Boycott, désinvestissement et sanctions contre l'État d'Israël. Loach clame à plusieurs reprises son soutien à la cause palestinienne.
Il est membre du comité de parrainage du Tribunal Russell sur la Palestine dont les travaux ont commencé le 4 mars 2009.
En 2013, à la mort de l'ex-première ministre conservateur Margaret Thatcher, il demande la privatisation de ses obsèques, une référence à sa politique libérale antisociale.
En 2014, il encourage les internautes à contribuer à une souscription du Nouveau Parti anticapitaliste. Il signe, comme de nombreuses personnalités anglaises, une pétition pour l'arrêt de l'opération Bordure Protectrice par Israël dans la bande de Gaza. Il souhaite également le boycott des événements culturels israéliens.
Il soutient l'indépendance écossaise lors du référendum de 2014.
En 2016, il parraine le Festival Ciné-Palestine à Paris, festival promouvant la richesse de l’œuvre cinématographique palestinienne.
En juin 2016, il déclare dans une interview pour le journal L'Humanité qu'il s'oppose au départ du Royaume-Uni de l'Union européenne dans le cadre du référendum sur le Brexit. Il souhaite cependant « une autre Europe ».
En avril 2018, il reçoit le titre de docteur honoris causa de l'Université Libre de Bruxelles. Cette distinction est contestée par des universitaires et par plusieurs organisations juives notamment le Comité de coordination des organisations juives de Belgique et le Board Of Deputies of British Jews,,. Ils reprochent à Loach, via des communiqués publiés sur le site du Centre communautaire laic juif et une tribune publié dans le quotidien belge L'Écho son association avec Perdition, une pièce de théâtre qu'il met en scène en janvier 1987, pièce qui serait, selon son auteur Jim Allen, « l’attaque la plus létale jamais écrite contre le sionisme, car elle touche au cœur du mythe le plus durable de l’histoire moderne : l’Holocauste, le fait que des leaders juifs privilégiés ont collaboré à l’extermination de leur propre peuple en vue d’aider à la création d’un État sioniste, Israël, un État qui est lui-même raciste », et serait, selon l'historien Martin Gilbert, « une déformation grossière des faits » et « profondément antisémite ». Ils reprochent aussi à Loach des propos qu'il tient lors d'une interview à la BBC en septembre 2017 dans l’émission Daily Politics, présentée par la journaliste Jo Coburn, où le réalisateur affirme n'avoir jamais vu d'antisémitisme dans le Parti travailliste britannique, et, interrogé à propos d'une réunion qui se serait tenue dans les marges de la conférence du parti où une discussion aurait eu lieu sur la véracité de l'Holocauste et s’il estimait que c'était une discussion acceptable, répond que « l'histoire est un sujet dont on peut tous débattre. La création de l'État d’Israël, par exemple, une création qui repose sur le nettoyage ethnique est un sujet qui mérite débat donc n'essayez pas de saboter ce débat avec des fausses histoires d'antisémitisme ». Le Premier ministre belge Charles Michel avait exprimé son désaccord sur l'attribution d'un tel honneur, affirmant que Ken Loach aurait tenu des propos antisémites. L'Université libre de Bruxelles ainsi que Loach ont conjointement nié ces accusations.
En juin 2018, dans le cadre de l’affaire Tariq Ramadan, il demande une « procédure équitable » pour Tariq Ramadan incarcéré depuis le 2 février après des plaintes pour viol.
En juin 2021, lors de la campagne régionale en Île-de-France, il soutient Clémentine Autain, candidate de la France Insoumise, puis Jean-Luc Mélenchon pour l'élection présidentielle française de 2022.
Il est membre du Parti travailliste entre les années 1960 et les années 1990, le quittant en raison de désaccords avec la ligne politique de Tony Blair. Ayant réadhéré après l’élection à sa tête de Jeremy Corbyn, en août 2021, il annonce sur son compte Twitter avoir été exclu du parti pour avoir refusé de désavouer certains membres qui venaient d’en être chassés, il est compris que son exclusion était motivé par son parrainage du groupe Labour Against The Witchhunt, alors que le conflit israélo-palestinien divise le parti.
En 2023, il dénonce la crise des réfugiés en Angleterre et pointe comme responsable les politiques de Tony Blair, qui devrait, selon le cinéaste, rendre des comptes à La Haye.
En 2024, il soutient le Nouveau Front populaire dans le cadre des élections législatives françaises anticipées.

## Le style «Loach»
- Si vous ne connaissez pas le sujet, laissez ce bandeau (vous pouvez alors contacter les auteurs).
- Si vous supprimez le contenu mis en cause (vous pouvez préalablement contacter les auteurs),

argumentez précisément cette suppression dans la page de discussion
(un manque de référence n'est pas un argument ; une recherche réelle de référence doit avoir été effectuée, être formellement documentée).
Loach se spécialise dans le réalisme social et aborde souvent dans ses films les situations difficiles au sein de la classe ouvrière britannique.
Marqué par le free cinema et par un cinéma documentaire britannique militant (John Grierson, Paul Rotha, Basil Wright et Humphrey Jennings), Loach se distingue, dans son inspiration, par sa manière de faire fusionner réalité quotidienne et récit ample dans lequel il adopte ostensiblement le parti de ses protagonistes. Sa capacité à créer un lien d'empathie immédiat du spectateur pour ses personnages est notable. Ses réalisations sont caractérisées par une vision particulière de la réalité dépeinte : il veille à ce que dans chaque secteur de sa mise en scène, les liens entre les acteurs soient naturels au point que certaines scènes semblent ne pas avoir été scénarisées. Plutôt que d'employer des acteurs méthodiques, il préfère le talent d'inconnus ou d'amateurs qui ont vécu l'expérience réelle de la vie des personnages qu'ils incarnent, de sorte que plusieurs acteurs professionnels désirant travailler avec lui, feignent d'être issus de la classe ouvrière comme c'est souvent le cas des héros de ses scénarios. Pour Bread and Roses, il a choisi deux acteurs principaux qui ont eu une expérience de l'organisation d'un syndicat, ainsi que de la vie en tant qu'immigré. La comédienne principale Pilar Padilla a dû par ailleurs apprendre l'anglais afin de jouer son rôle et donner la réplique à Adrien Brody.
Loach essaye de s'assurer que les acteurs expriment de façon aussi vraie que possible les sentiments de leurs personnages en filmant l'histoire dans l'ordre des séquences et, chose cruciale, en ne donnant aux comédiens la liste quotidienne des dialogues à tourner que quelques minutes avant le début des prises. Il est fréquent que dans une scène, seuls quelques acteurs sachent ce qui va se passer. Les autres expriment un choc, de la tristesse ou de la surprise car ils sont réellement déroutés ou frappés par des événements dont ils ignorent la finalité.
Dans Kes, le garçon, découvrant l'oiseau mort à la fin, croyait que le réalisateur avait réellement tué le volatile auquel il s'était attaché durant le tournage (en fait, le cinéaste avait utilisé, sans l'en avertir, un autre oiseau, mort et semblable en tout point au vivant). Dans Raining Stones, un usurier rend visite à une des actrices dans sa maison et celle-ci ne se doute pas, au moment de la prise, qu'il va la forcer à enlever son alliance afin de la lui donner en acompte. Dans Sweet Sixteen, le personnage principal est censé tuer quelqu'un, mais d'autres acteurs l'en empêchent en lui sautant dessus. On voit alors à l'écran la surprise non simulée de l'acteur qui n'en a pas été informé et qui, au début, est totalement troublé. Le cinéaste cherche en effet une forme de vérité ultime qui confond état du personnage et de la personne qui l'interprète. Au lieu du terme « réalisme » qu'il rejette, Loach préfère parler d'« authenticité ».
De fait, il s'écarte du romanesque et préfère peindre la vie d'individus à un moment précis (y compris lorsqu'elle est reliée à la grande histoire), ayant souvent recours aux longues focales  qui écrasent les perspectives et enferment les personnages dans un environnement économique et social dont ils ne peuvent jamais s'échapper. Le metteur en scène privilégie les tournages dans les régions ouvrières qu'il connaît : anciens bastions de la sidérurgie, la métallurgie et l'industrie minière, ravagés par la désindustrialisation et le chômage de masse.
Ken Loach est un adversaire farouche de la censure dans ses films et il fut outré par l'interdiction qui frappa Sweet Sixteen (interdit aux moins de 18 ans au Royaume-Uni). Il a lui-même indiqué : 
« I think it was a very silly decision, such a patronising attitude as well. People are rarely hurt by swear words, yet you see scenes of violence depicted in films often with a 12 certificate. Some of these films have violence for the sake of it, try and push the certification boundaries. I think in my films that the violence is necessary to portray realism, it’s important to the narrative. And yes, it does put a smokescreen on society because it uses violence as a source of entertainment rather than its actual meaning[réf. nécessaire]. »
« Je pense que c'était une décision très stupide, une attitude aussi très hypocrite et condescendante. Les gens sont rarement blessés par des grossièretés, pourtant vous voyez maintenant souvent dans les films des scènes de violence tout à fait admises et validées. Certains films font de la violence pour le plaisir, essayent de repousser les limites de la certification. Je pense que dans mes films la violence est nécessaire pour représenter le réalisme, c'est important pour le récit et pour qu'on le comprenne. Et oui, on met un écran de fumée sur la société parce qu'on utilise usuellement la violence comme une source de divertissement plutôt que pour sa signification réelle. »

## Filmographie

### Cinéma
- 1967 : Pas de larmes pour Joy (Poor Cow)
- 1969 : Kes
- 1971 : The Save the Children Fund Film
- 1971 : Family Life
- 1979 : Black Jack
- 1980 : The Gamekeeper
- 1981 : Regards et Sourires (Looks and Smiles)
- 1986 : Fatherland
- 1990 : Riff-Raff
- 1990 : Secret défense (Hidden Agenda)
- 1993 : Raining Stones
- 1994 : Ladybird (Ladybird Ladybird)
- 1995 : A Contemporary Case for Common Ownership (court-métrage documentaire)
- 1995 : Land and Freedom
- 1996 : Carla's Song
- 1997 : Les Dockers de Liverpool (The Flickering Flame) (documentaire)
- 1998 : My Name Is Joe
- 2000 : Bread and Roses
- 2001 : The Navigators
- 2002 : Sweet Sixteen
- 2002 : 11’9’’01 - September 11 (film collectif), segment United Kingdom
- 2004 : Just a Kiss (Ae Fond Kiss)
- 2005 : Tickets coréalisé avec Ermanno Olmi et Abbas Kiarostami
- 2005 : McLibel, coréalisé avec Franny Armstrong (documentaire)
- 2006 : Le vent se lève (The Wind that Shakes the Barley)
- 2007 : Chacun son cinéma - segment Happy Ending
- 2007 : It's a Free World!
- 2009 : Looking for Eric
- 2010 : Route Irish
- 2012 : La Part des anges (The Angels' Share)
- 2013 : L'Esprit de 45 (The Spirit of '45) (documentaire)
- 2014 : Jimmy's Hall
- 2016 : Moi, Daniel Blake (I, Daniel Blake)
- 2019 : Sorry We Missed You
- 2023 : The Old Oak

### Télévision
- 1962 : Z Cars (série)
- 1964 : Diary of a Young Man
- 1964 : The Wednesday Play (en) (série)
- 1965 : A Tap on the Shoulder
- 1965 : 3 Clear Sundays
- 1965 : Up the Junction
- 1965 : The End of Arthur's Marriage (en)
- 1965 : Coming Out Party
- 1966 : Cathy Come Home
- 1967 : In Two Minds (en)
- 1968 : The Golden Vision
- 1969 : The Big Flame (en)
- 1971 : After a Lifetime
- 1971 : The Rank and the File
- 1973 : A Misfortune
- 1975 : Days of Hope (en) (feuilleton)
- 1977 : The Price of Coal (en)
- 1980 : Auditions
- 1981 : A Question of Leadership
- 1983 : Questions of Leadership
- 1983 : The Red and the Blue: Impressions of Two Political Conferences - Autumn 1982 (it)
- 1984 : Which Side Are You On?
- 1989 : The View From the Woodpile

### Théâtre
En 1987, il produit la pièce de Jim Allen, Perdition.

## Sélections

### Festival de Cannes
Ken Loach est très souvent présent au Festival de Cannes. Il cumule 20 films sélectionnés dont 15 en compétition.

#### Semaine de la critique
- 1970 : Kes

#### Quinzaine des Réalisateurs
- 1972 : Family Life
- 1979 : Black Jack
- 1991 : Riff-Raff

#### Sélection officielle, Un certain regard
- 1980 : The Gamekeeper

#### Sélection officielle, compétition
- 1981 : Regards et Sourires (Looks and Smiles)
- 1990 : Secret défense
- 1993 : Raining Stones
- 1995 : Land and Freedom
- 1998 : My Name Is Joe
- 2000 : Bread and Roses
- 2002 : Sweet Sixteen
- 2006 : Le vent se lève (The Wind That Shake The Barley)
- 2009 : Looking for Eric
- 2010 : Route Irish
- 2012 : La Part des Anges (The Angel's Share)
- 2014 : Jimmy's Hall
- 2016 : Moi, Daniel Blake (I, Daniel Blake)
- 2019 :  Sorry We Missed You[35]
- 2023 : The Old Oak

### Berlinale
Peut être incomplet, la base de données de la Berlinale n'est exhaustive que pour les éditions postérieures à 1981.
- 1985 : Which Side Are You On (forum)
- 1994 : Ladybird Ladybird (compétition)
- 2002 : Up The Junction (en) (rétrospective)
- 2004 : Just a Kiss (compétition)
- 2005 : Tickets (film à sketch, hors-compétition)
- 2013 : L'Esprit de 45 (séance spéciale)
- 2014 : Cathy Come Home, Kes, Ladybird Ladybird, Land and Freedom, Looking for Eric, My Name Is Joe, Raining Stones, Sweet Sixteen, The Gamekeeper, The Navigators (rétrospective-hommage pour son Ours d'or d'honneur)

### Mostra de Venise
- 1986 : Fatherland (compétition)
- 1996 : Carla's Song (compétition)
- 2001 : The Navigators (compétition)
- 2002 : 11'09"01 - September 11 (film à sketch, séance spéciale)
- 2007 : It's a Free World! (compétition)

## Récompenses
- 1990 : Prix du jury au Festival de Cannes pour Secret défense (Hidden Agenda)
- 1993 : Prix du jury au Festival de Cannes pour Raining Stones
- 1996 : César du meilleur film étranger pour Land and Freedom
- 2005 : César du meilleur film de l'Union européenne pour Just a Kiss
- 2006 : Palme d'or au 59e Festival de Cannes pour Le vent se lève
- 2009 : European Award d'honneur pour l'ensemble de sa carrière
- 2012 : Prix du jury au Festival de Cannes pour La Part des anges
- 2012 : Prix Robert-Bresson à la Mostra de Venise décerné par l'Église catholique en reconnaissance de la compatibilité de son œuvre avec l'Évangile
- 2012 : Prix Lumière du Festival du film du Grand Lyon pour l'ensemble de sa carrière
- 2016-2017 : Palme d'or au 69e Festival de Cannes, César du meilleur film étranger et BAFA du meilleur film britannique pour Moi, Daniel Blake

## Publications
- Défier le récit des puissants, Indigène éditions, coll. « Ceux qui marchent contre le vent », 2014
- Dialogue sur l'art et la politique, avec Edouard Louis, PUF, coll. « Des mots », 2021
- Préface au livre Le Choix du chômage - De Pompidou à Macron, enquête sur les racines de la violence économique, de Benoît Collombat et Damien Cuvillier, Futuropolis, 2021.
- Introduction : Hamlet, au nom de la résistance, coll. "Écritures de spectacle", éd. Deuxième époque, Montpellier, 2023.

La réalisatrice Icíar Bollaín lui a consacré un livre, Ken Loach, un observador solidario, après l'avoir suivi sur le tournage de Carla's Song.